# Andrena namaka
Andrena namaka (лат.) — вид пчёл рода Andrena из семейства Andrenidae. Азия, Пакистан, (провинция Пенджаб). Видовое название A. namaka происходит от существительного «namak» на языке урду, которое означает соль или каменную соль, в связи с Соляным хребтом в северном Пенджабе, который известен своими обширными соляными залежами и где найдена типовая серия.

## Описание
Длина менее 1 см (самка 8 мм, самец 6,5 мм). Andrena namaka может быть помещена в подрод Troandrena, хотя это не сразу очевидно, поскольку A. namaka отличается от некоторых классических концепций Troandrena. Ранее подрод был признан благодаря сильно уплощённому наличнику с блестящей поверхностью и слегка приподнятой пунктированной средней линией, относительно узким лицевым ямкам и сильно выемчатому медиально отростку лабрума. Если принять исключение A. chalcogastra Brullé, 1839, подрод Troandrena считался включающим два вида (A. saettana Warncke, 1975 и A. troodica Warncke, 1975) между восточной Грецией и западным Пакистаном, а третий вид из центрального Ирана (A. monfaredi Wood, 2023) был недавно описан, у которого наличник не полностью уплощён, а слегка более куполообразный. Andrena namaka демонстрирует этот частично уплощённый и блестящий наличник с непунктированной средней линией, и поэтому ближе к A. monfaredi, а также демонстрирует сильно выемчатый отросток лабрума. На отнесение к Troandrena может также указывать морфология самцов, в частности, щека, которая шире, чем сложный глаз, пронотум с очень сильным плечевым углом, хотя генитальная капсула не типична для двух видов, для которых известны самцы Troandrena.
По самкам A. namaka сближается с A. monfaredi благодаря частично красной маркировке тергитов, сильно и густо пунктированным тергитам с точками, разделёнными 0,5 их диаметров, коротким наличником (не выступающим вентрально за нижний край скуловых областей), относительно куполообразным наличником с чёткой импунктатной срединной линией, гладким и блестящим скутумом с крупными и плотными точками, а также относительно небольшим размером тела (<10 мм в длину). Andrena namaka может быть отделена от A. monfaredi благодаря меньшему размеру тела — 8 мм (9—9,5 мм у A. monfaredi), немного более узким лицевым ямкам, занимающим ⅔ пространства между сложным глазом и латеральным глазком, верхний край ямок отделён от латерального глазка на расстояние большее, чем его диаметр (у A. monfaredi с лицевыми ямками, занимающими ¾ пространства между сложным глазом и латеральным глазком, верхний край ямок отделён от латерального глазка расстоянием меньше его диаметра), наличник, прилегающий к импунктатной средней линии, менее густо пунктирован, пунктиры разделены 0,5—2 диаметра пунктировки (у A. monfaredi с плотно пунктированным наличником, прилегающим к пунктированной срединной линии, пунктировки разделены 0,5 диаметра пунктировки).
Отделить A. namaka по самцам от A. saettana (который также имеет красно-маркированные тергиты и распространён в западном Пакистане) можно по генитальной капсуле, которая у A. namaka простая и напоминает таковую у представителей Euandrena с гонококсами, выпущенными в слабо закруглённые точки (у A. saettana гонококсы имеют внутренние края, образующие тупые углы, не переходящие в округлые точки), наличником, который чрезвычайно короткий, вентрально не выступает за нижний край скуловых областей, покрыт смесью чёрных и серых волосков (у A. saettana наличник длинный, вентрально чётко выступает за нижний край скуловых областей, поверхность покрыта бледными волосками), и, наконец, A. namaka также мельче (6,5 мм в длину), тогда как самцы A. saettana обычно превышают 8 мм в длину.
Вид Andrena namaka был впервые описан в 2024 году по типовому материалу из Пакистана (провинция Пенджаб, Соляной хребет, Kanatti-Kak, предположительно Kenhatti, 32.6826° с. ш., 72.2515° в. д.) и отнесён к подроду Troandrena.